# Serra Gaúcha
La serra Gaúcha est une formation montagneuse du sud du Brésil faisant partie du massif de la serra Geral, lui-même portion de la chaîne de montagnes de la serra do Mar. Elle se situe au nord-est de l'État du Rio Grande do Sul.
Son point culminant est le pic Montenegro, dans la municipalité de São José dos Ausentes, avec 1 403 m d'altitude.
La région a connu une colonisation importante italienne et dispose désormais d'une économie tournée vers le tourisme et la vigne.